# Hercostomus flutatus
Hercostomus flutatus is een vliegensoort uit de familie van de slankpootvliegen (Dolichopodidae). De wetenschappelijke naam van de soort is voor het eerst geldig gepubliceerd in 1945 door Harmston and Knowlton.